# Atelier de création radiophonique
Pour les articles homonymes, voir ACR.
L'Atelier de création radiophonique (aussi dénommé par ses initiales ACR) était une émission de création radiophonique de France Culture fondée en 1969 par Alain Trutat et arrêtée en 2018. Avec quarante-neuf ans d'existence, il s'agit d'une des émissions ayant eu la plus grande longévité de l'histoire de la radio en France. Considérant que la radio est « un des beaux-arts », Alain Trutat conçoit l'ACR comme « un lieu de travail » qui permet de réaliser des productions radiophoniques « beaucoup plus poussées, beaucoup plus affinées ». 
L'Atelier de création radiophonique a permis à de nombreux auteurs et autrices, français et étrangers, de produire des œuvres personnelles, tant dans le domaine du documentaire, de la fiction, que dans des formes hybrides ou expérimentales. Parmi elles et eux, on peut citer Georges Perec, Laurie Anderson, René Farabet, Claude Ollier, Kaye Mortley, Jonas Mekas, Yann Paranthoën, John Cage, Zbigniew Karkowski, Christian Rosset, Amandine Casadamont.
L'ACR a été dirigé de 1969 à 2001 par René Farabet, de 2001 à 2011 par Frank Smith et Philippe Langlois, puis par Irène Omélianenko de 2011 à 2018. Originellement de trois heures hebdomadaires, sa durée a été progressivement réduite jusqu'à atteindre une heure mensuelle dans ses dernières années. De 2013 à 2018, l'émission a été élaborée en partenariat avec le Centre national des arts plastiques qui assurait la commande d'œuvres à des artistes plasticiens. 